# Смит, Иш
Ишмаэль Ларри (Иш) Смит (англ. Ishmael Larry "Ish" Smith; родился 5 июля 1988 года в Шарлотт, штат Северная Каролина) — американский бывший баскетболист. Играл на позиции разыгрывающего защитника.

## Профессиональная карьера
Смит не был выбран на драфте НБА 2010 года, однако затем он подписал контракт с «Хьюстон Рокетс» 23 августа 2010 года. 17 января 2011 года он был отправлен в клуб Д-Лиги «Рио-Гранде Вэллей Вайперс». 24 января он был вызван обратно, но опять отправился в Д-Лигу уже 1 февраля.
24 февраля 2011 года Смит вместе с Шейном Баттье были проданы в «Мемфис Гриззлис» в обмен на Хашима Табита, Демарре Кэрролла и будущий выбор в 1-м раунде драфта. Смит появился на площадке 15 раз перед тем, как 21 декабря 2014 года «Мемфис Гриззлис» отчислили его из состава.
16 декабря 2011 года Смит был заявлен за «Голден Стэйт Уорриорз». 28 декабря он вышел в стартовом составе в выигранном матче против «Нью-Йорк Никс» вместо травмированного Стефана Карри и набрал 11 очков, 6 подборов и 4 результативные передачи. Затем 13 января 2012 года он был отчислен из клуба.
2 февраля 2012 года Иш Смит подписал контракт с «Орландо Мэджик».
21 февраля 2013 года Смит вместе с защитником Джей Джей Редиком и форвардом Густаво Айоном были обменяны в «Милуоки Бакс» на защитников Бено Удриха и Дорона Лэмба и форварда Тобиаса Хэрриса.
29 августа 2013 года Смит и Вячеслав Кравцов были обменяны в «Финикс Санз» на Кэрона Батлера. 15 июля 2014 года он был отчислен из «Санз».
19 июля 2014 года Смит второй раз в карьере присоединился к «Хьюстон Рокетс». Однако позже он был отчислен из «Рокетс» 27 октября 2014 года
7 ноября 2014 года Смит подписал контракт с «Оклахома-Сити Тандер», для того чтобы помочь команде в период большого количества травм. «Тандер» даже пришлось использовать исключительное право НБА на нахождение в ростере 16 игроков, вместо 15 положенных. После того как исключительное право перестало действовать Смит остался в составе, заменив Себастьяна Телфэйра.
19 февраля 2015 года Смит вместе с правами на Лэтэвиуса Уильямса, денежным вознаграждением и выбором на драфте был обменян в «Нью-Орлеан Пеликанс» на выбор на драфте. Однако уже в этот же день он был отчислен из состава «Пеликанс».
22 февраля 2015 года Смит подписал контракт с командой «Филадельфия Севенти Сиксерс». 2 марта 2015 года он набрал рекордные для себя 19 очков и 9 результативных передач в проигранном матче против «Торонто Рэпторс». Нападение команды из Филадельфии значительно улучшилось после того, как Смит стал играть в стартовом составе на позиции разыгрывающего защитника. Нерленс Ноэль охарактеризовал Смита, как «лучший разыгрывающий, с кем он когда-либо играл». 11 марта и 1 апреля Иш Смит набрал 23 очка, что является его личным рекордом.
25 сентября 2015 года Смит подписал контракт с «Вашингтон Уизардс». Однако он провёл за столичный клуб только 5 предсезонных игр и не смог закрепиться в составе, что вынудило «Вашингтон» отказаться от него уже 24 октября. 26 октября он присоединился к Нью-Орлеан Пеликанс и дебютировал на следующий день в первом матче сезона против прошлогоднего чемпиона «Голден Стэйт Уорриорз», набрав 17 очков и сделав 9 ассистов, что однако не помогло клубу выиграть. 20 ноября он третий раз в сезоне побил свой рекорд по результативным передачам, сделав их 13 раз, а также набрав 17 очков в победном матче против «Сан-Антонио Спёрс».
24 декабря 2015 года Иш Смит был обменян в «Филадельфию Севенти Сиксерс» на два драфт-пика во втором раунде. Смит сразу стал основным разыгрывающим защитником клуба. В его первой игре после возвращения в Филадельфию он набрал 14 очков и помог клубу одержать всего лишь вторую победу в сезоне, одолев «Финикс Санз». 9 января 2016 года набрал 28 очков за 33 минуты в игре против «Торонто» (12 попаданий с игры из 22), установив личный рекорд результативности в НБА. 18 января в матче с двумя овертаймами против «Нью-Йорка» Смит за 44 минуты набрал 16 очков, сделал 16 передач и 7 подборов. В первых 15 матчах (все — в стартовом составе) за «Филадельфию» в сезоне 2015/16 Смит за 31,1 минуты набирал в среднем 16,1 очка (40,2 % попадания с игры), делал 8,2 передачи и 1,4 перехвата при 2,8 потерях. В этих 15 матчах «Севенти Сиксерс» одержали 6 побед, а в 31 матче до прихода Смита — лишь одну.
8 июля 2016 года Смит подписал контракт с «Детройт Пистонс», который стал для него десятым клубом за 7 сезонов. 23 февраля 2017 года он сделал 15 передач, выйдя со скамейки запасных, став первым игроком Детройта, сделавшим не менее 15 передач в роли запасного игрока с тех пор, как у Кевина Портера было 19 передач в январе 1977 года.
9 июля 2019 года Смит подписал контракт с «Вашингтон Уизардс». «Уизардс» стал 11-м клубом, за который Смит сыграл за предыдущие восемь сезонов.
7 августа 2021 года Смит подписал контракт с клубом «Шарлотт Хорнетс». Это подписание ознаменовало собой 12-й рекордный для Смита клуб НБА, в результате которого он присоединился к Джо Смиту, Чаки Брауну, Джиму Джексону и Тони Массенбургу в качестве единственных игроков, которые играли за 12 различных клубов НБА.
10 февраля 2022 года Смит был обменян в «Вашингтон Уизардс» вместе с Верноном Кэри-младшим на Монтреза Харрелла.
6 июля 2022 года Смит вместе с Кентавиусом Колдуэлл-Поупом был обменян в «Денвер Наггетс» на Монте Морриса и Уилла Бартона. 19 октября 2022 года Смит дебютировал в новом клубе. Это делает его единственным игроком в истории НБА, сыгравшим не менее чем в 13 различных клубах НБА. В сезоне 2022/23 стал чемпионом НБА в составе «Денвер Наггетс».
24 октября 2023 года стало известно, что Иш Смит подписал контракт с «Шарлотт Хорнетс».

## Статистика

### Статистика в НБА
| Сезон                                                                                    | Команда       | Регулярный сезон | Регулярный сезон | Регулярный сезон | Регулярный сезон | Регулярный сезон | Регулярный сезон | Регулярный сезон | Регулярный сезон | Регулярный сезон | Регулярный сезон | Регулярный сезон | Серия плей-офф | Серия плей-офф | Серия плей-офф | Серия плей-офф | Серия плей-офф | Серия плей-офф | Серия плей-офф | Серия плей-офф | Серия плей-офф | Серия плей-офф | Серия плей-офф |
| Сезон                                                                                    | Команда       | GP               | GS               | MPG              | FG%              | 3P%              | FT%              | RPG              | APG              | SPG              | BPG              | PPG              | GP             | GS             | MPG            | FG%            | 3P%            | FT%            | RPG            | APG            | SPG            | BPG            | PPG            |
| ---------------------------------------------------------------------------------------- | ------------- | ---------------- | ---------------- | ---------------- | ---------------- | ---------------- | ---------------- | ---------------- | ---------------- | ---------------- | ---------------- | ---------------- | -------------- | -------------- | -------------- | -------------- | -------------- | -------------- | -------------- | -------------- | -------------- | -------------- | -------------- |
| 2010/11                                                                                  | Хьюстон       | 28               | 3                | 11,7             | 38,6             | 37,5             | 70,0             | 1,5              | 2,3              | 0,5              | 0,1              | 2,6              | Не участвовал  | Не участвовал  | Не участвовал  | Не участвовал  | Не участвовал  | Не участвовал  | Не участвовал  | Не участвовал  | Не участвовал  | Не участвовал  | Не участвовал  |
| 2010/11                                                                                  | Мемфис        | 15               | 0                | 7,5              | 34,4             | 0,0              | 45,5             | 0,3              | 1,0              | 0,3              | 0,0              | 1,8              | 5              | 0              | 2,0            | 66,7           | -              | -              | 0,4            | 0,4            | 0,2            | 0,0            | 0,8            |
| 2011/12                                                                                  | Голден Стэйт  | 6                | 1                | 10,6             | 40,0             | 40,0             | 50,0             | 1,5              | 1,5              | 0,7              | 0,0              | 4,5              | Не участвовал  | Не участвовал  | Не участвовал  | Не участвовал  | Не участвовал  | Не участвовал  | Не участвовал  | Не участвовал  | Не участвовал  | Не участвовал  | Не участвовал  |
| 2011/12                                                                                  | Орландо       | 20               | 0                | 8,5              | 37,3             | 25,0             | 75,0             | 1,3              | 1,6              | 0,6              | 0,1              | 2,3              | 1              | 0              | 4,6            | -              | -              | -              | 1,0            | 0,0            | 0,0            | 1,0            | 0,0            |
| 2012/13                                                                                  | Орландо       | 36               | 3                | 10,5             | 33,6             | 23,5             | 42,9             | 1,3              | 1,6              | 0,4              | 0,2              | 2,4              | Не участвовал  | Не участвовал  | Не участвовал  | Не участвовал  | Не участвовал  | Не участвовал  | Не участвовал  | Не участвовал  | Не участвовал  | Не участвовал  | Не участвовал  |
| 2012/13                                                                                  | Милуоки       | 16               | 0                | 8,6              | 39,5             | 40,0             | -                | 0,9              | 1,9              | 0,5              | 0,2              | 2,4              | 4              | 0              | 2,8            | 0,0            | -              | -              | 0,3            | 0,8            | 0,0            | 0,0            | 0,0            |
| 2013/14                                                                                  | Финикс        | 70               | 1                | 14,4             | 42,3             | 4,3              | 56,4             | 1,8              | 2,6              | 0,7              | 0,2              | 3,7              | Не участвовал  | Не участвовал  | Не участвовал  | Не участвовал  | Не участвовал  | Не участвовал  | Не участвовал  | Не участвовал  | Не участвовал  | Не участвовал  | Не участвовал  |
| 2014/15                                                                                  | Оклахома-Сити | 30               | 0                | 5,2              | 33,3             | 20,0             | 66,7             | 0,9              | 0,9              | 0,1              | 0,0              | 1,2              | Не участвовал  | Не участвовал  | Не участвовал  | Не участвовал  | Не участвовал  | Не участвовал  | Не участвовал  | Не участвовал  | Не участвовал  | Не участвовал  | Не участвовал  |
| 2014/15                                                                                  | Филадельфия   | 25               | 14               | 27,1             | 39,8             | 30,9             | 58,3             | 2,9              | 6,1              | 1,3              | 0,2              | 12,0             | Не участвовал  | Не участвовал  | Не участвовал  | Не участвовал  | Не участвовал  | Не участвовал  | Не участвовал  | Не участвовал  | Не участвовал  | Не участвовал  | Не участвовал  |
| 2015/16                                                                                  | Нью-Орлеан    | 27               | 3                | 22,9             | 43,0             | 30,3             | 76,7             | 3,4              | 5,7              | 0,9              | 0,2              | 8,9              | Не участвовал  | Не участвовал  | Не участвовал  | Не участвовал  | Не участвовал  | Не участвовал  | Не участвовал  | Не участвовал  | Не участвовал  | Не участвовал  | Не участвовал  |
| 2015/16                                                                                  | Филадельфия   | 50               | 50               | 32,4             | 40,5             | 33,6             | 66,9             | 4,3              | 7,0              | 1,3              | 0,4              | 14,7             | Не участвовал  | Не участвовал  | Не участвовал  | Не участвовал  | Не участвовал  | Не участвовал  | Не участвовал  | Не участвовал  | Не участвовал  | Не участвовал  | Не участвовал  |
| 2016/17                                                                                  | Детройт       | 81               | 32               | 24,1             | 43,9             | 26,7             | 70,6             | 2,9              | 5,2              | 0,8              | 0,4              | 9,4              | Не участвовал  | Не участвовал  | Не участвовал  | Не участвовал  | Не участвовал  | Не участвовал  | Не участвовал  | Не участвовал  | Не участвовал  | Не участвовал  | Не участвовал  |
| 2017/18                                                                                  | Детройт       | 82               | 35               | 24,9             | 48,6             | 34,7             | 69,8             | 2,7              | 4,4              | 0,8              | 0,2              | 10,9             | Не участвовал  | Не участвовал  | Не участвовал  | Не участвовал  | Не участвовал  | Не участвовал  | Не участвовал  | Не участвовал  | Не участвовал  | Не участвовал  | Не участвовал  |
| 2018/19                                                                                  | Детройт       | 56               | 0                | 22,3             | 41,9             | 32,6             | 75,8             | 2,6              | 3,6              | 0,5              | 0,2              | 8,9              | 4              | 0              | 20,2           | 26,3           | 14,3           | 75,0           | 2,8            | 3,5            | 0,8            | 0,3            | 6,0            |
| 2019/20                                                                                  | Вашингтон     | 68               | 23               | 26,3             | 44,7             | 36,7             | 72,1             | 3,2              | 4,9              | 0,9              | 0,4              | 10,9             | Не участвовал  | Не участвовал  | Не участвовал  | Не участвовал  | Не участвовал  | Не участвовал  | Не участвовал  | Не участвовал  | Не участвовал  | Не участвовал  | Не участвовал  |
| 2020/21                                                                                  | Вашингтон     | 44               | 1                | 21,0             | 43,4             | 36,7             | 57,6             | 3,4              | 3,9              | 0,7              | 0,3              | 6,7              | 5              | 0              | 22,3           | 37,2           | 28,6           | -              | 3,2            | 2,8            | 1,4            | 0,4            | 6,8            |
| 2021/22                                                                                  | Шарлотт       | 37               | 1                | 13,8             | 39,5             | 40,0             | 63,2             | 1,5              | 2,6              | 0,5              | 0,3              | 4,5              | Не участвовал  | Не участвовал  | Не участвовал  | Не участвовал  | Не участвовал  | Не участвовал  | Не участвовал  | Не участвовал  | Не участвовал  | Не участвовал  | Не участвовал  |
| 2021/22                                                                                  | Вашингтон     | 28               | 0                | 22,0             | 45,7             | 35,7             | 60,0             | 3,0              | 5,2              | 1,0              | 0,5              | 8,6              | Не участвовал  | Не участвовал  | Не участвовал  | Не участвовал  | Не участвовал  | Не участвовал  | Не участвовал  | Не участвовал  | Не участвовал  | Не участвовал  | Не участвовал  |
| 2022/23                                                                                  | Денвер        | 43               | 0                | 9,3              | 39,7             | 16,7             | 50,0             | 1,3              | 2,3              | 0,2              | 0,2              | 2,5              | 4              | 0              | 3,0            | 50,0           | -              | -              | 0,3            | 0,3            | 0,0            | 0,0            | 0,5            |
| 2023/24                                                                                  | Шарлотт       | 43               | 5                | 17,2             | 41,8             | 50,0             | 75,0             | 1,8              | 3,4              | 0,4              | 0,1              | 3,2              | Не участвовал  | Не участвовал  | Не участвовал  | Не участвовал  | Не участвовал  | Не участвовал  | Не участвовал  | Не участвовал  | Не участвовал  | Не участвовал  | Не участвовал  |
|                                                                                          | Всего         | 805              | 172              | 19,2             | 42,9             | 32,5             | 67,6             | 2,4              | 3,8              | 0,7              | 0,2              | 7,1              | 23             | 0              | 10,0           | 33,3           | 21,4           | 75,0           | 1,4            | 1,5            | 0,5            | 0,2            | 2,8            |
| Наведите курсор мыши на аббревиатуры в заголовке таблицы, чтобы прочесть их расшифровку. |               |                  |                  |                  |                  |                  |                  |                  |                  |                  |                  |                  |                |                |                |                |                |                |                |                |                |                |                |

### Статистика в Джи-Лиге
| Сезон                                                                                    | Команда                   | Регулярный сезон | Регулярный сезон | Регулярный сезон | Регулярный сезон | Регулярный сезон | Регулярный сезон | Регулярный сезон | Регулярный сезон | Регулярный сезон | Регулярный сезон | Регулярный сезон | Серия плей-офф | Серия плей-офф | Серия плей-офф | Серия плей-офф | Серия плей-офф | Серия плей-офф | Серия плей-офф | Серия плей-офф | Серия плей-офф | Серия плей-офф | Серия плей-офф |
| Сезон                                                                                    | Команда                   | GP               | GS               | MPG              | FG%              | 3P%              | FT%              | RPG              | APG              | SPG              | BPG              | PPG              | GP             | GS             | MPG            | FG%            | 3P%            | FT%            | RPG            | APG            | SPG            | BPG            | PPG            |
| ---------------------------------------------------------------------------------------- | ------------------------- | ---------------- | ---------------- | ---------------- | ---------------- | ---------------- | ---------------- | ---------------- | ---------------- | ---------------- | ---------------- | ---------------- | -------------- | -------------- | -------------- | -------------- | -------------- | -------------- | -------------- | -------------- | -------------- | -------------- | -------------- |
| 2010/11                                                                                  | Рио-Гранде Вэллей Вайперс | 8                | 5                | 32,9             | 44,9             | 25,0             | 50,0             | 4,3              | 7,9              | 1,5              | 1,3              | 12,5             | Не участвовал  | Не участвовал  | Не участвовал  | Не участвовал  | Не участвовал  | Не участвовал  | Не участвовал  | Не участвовал  | Не участвовал  | Не участвовал  | Не участвовал  |
|                                                                                          | Всего                     | 8                | 5                | 32,9             | 44,9             | 25,0             | 50,0             | 4,3              | 7,9              | 1,5              | 1,3              | 12,5             | Не участвовал  | Не участвовал  | Не участвовал  | Не участвовал  | Не участвовал  | Не участвовал  | Не участвовал  | Не участвовал  | Не участвовал  | Не участвовал  | Не участвовал  |
| Наведите курсор мыши на аббревиатуры в заголовке таблицы, чтобы прочесть их расшифровку. |                           |                  |                  |                  |                  |                  |                  |                  |                  |                  |                  |                  |                |                |                |                |                |                |                |                |                |                |                |

### Статистика в NCAA
| Сезон | Команда     | Conf  | Class | GP  | GS | MPG  | FG%  | 3P%  | FT%  | RPG | APG | SPG | BPG | PPG  |
| --- | ----------- | ----- | ----- | --- | -- | ---- | ---- | ---- | ---- | --- | --- | --- | --- | ---- |
| 2006/07 | Уэйк-Форест | ACC   | FR    | 31  | 30 | 29,9 | 42,9 | 35,4 | 46,2 | 3,8 | 6,0 | 1,2 | 0,0 | 8,7  |
| 2007/08 | Уэйк-Форест | ACC   | SO    | 30  | 30 | 32,1 | 42,6 | 33,8 | 29,1 | 3,4 | 4,7 | 1,3 | 0,1 | 8,6  |
| 2008/09 | Уэйк-Форест | ACC   | JR    | 29  | 0  | 22,0 | 43,0 | 24,1 | 78,9 | 2,7 | 3,4 | 0,9 | 0,0 | 6,2  |
| 2009/10 | Уэйк-Форест | ACC   | SR    | 31  | 31 | 36,8 | 42,0 | 22,2 | 49,4 | 4,9 | 6,0 | 1,7 | 0,6 | 13,2 |
| Всего | Всего       | Всего | Всего | 121 | 91 | 30,3 | 42,5 | 30,1 | 48,4 | 3,7 | 5,1 | 1,3 | 0,2 | 9,2  |
| Наведите курсор мыши на аббревиатуры в заголовке таблицы, чтобы прочесть их расшифровку Статистика приведена с сайта sports-reference.com |             |       |       |     |    |      |      |      |      |     |     |     |     |      |